# Pete Hegseth
Pete Hegseth, właśc. Peter Brian Hegseth (ur. 6 czerwca 1980 w Minneapolis) – amerykański prezenter telewizyjny, przez lata związany ze stacją Fox News, major Wojsk Lądowych Gwardii Narodowej, weteran wojen w Afganistanie i w Iraku, od 25 stycznia 2025 roku sekretarz obrony Stanów Zjednoczonych.

## Życiorys
Urodził się 6 czerwca 1980 roku w Minneapolis w stanie Minnesota. Dorastał w Forest Lake, gdzie ukończył szkołę średnią w 1999 roku. W 2003 roku uzyskał stopień Bachelor of Arts na Uniwersytecie Princeton, gdzie grał w uczelnianej drużynie koszykarskiej. Już w trakcie studiów zaangażował się w działalność konserwatywną, publikując artykuły w magazynie The Princeton Tory.
W 2003 roku został żołnierzem Gwardii Narodowej Minnesoty. W latach 2004–2005 służył w Naval Station Guantanamo Bay. Następnie, do 2006 roku wraz ze swoim oddziałem stacjonował w Bagdadzie i Samarrze. Za swoją służbę w Iraku został nagrodzony Medalem Pochwalnym i Brązową Gwiazdą. Po powrocie do Stanów Zjednoczonych, rozpoczął pracę w konserwatywnym think tanku Manhattan Institute for Policy Research, a następnie w 2007 roku został dyrektorem wykonawczym Vets For Freedom.
W 2012 roku założył komitet działań politycznych (political action committee) o nazwie MN PAC. W tym samym roku zarejestrował się jako kandydat w prawyborach senackich Partii Republikańskiej w Minnesocie (ostatecznie nie wystartował) i powrócił do aktywnej służby wojskowej w randze kapitana oraz zgłosił się jako ochotnik do odbycia służby w Afganistanie w celu szkolenia afgańskich sił bezpieczeństwa. W 2013 roku zdobył tytuł Master of Public Policy na Uniwersytecie Harvarda. W 2014 roku przeszedł do rezerwy w stopniu majora. W latach 2013–2016 pełnił funkcję dyrektora wykonawczego Concerned Veterans for America.
W 2014 roku został pracownikiem stacji Fox News. W 2019 roku powrócił do aktywnej służby, tym razem w Gwardii Narodowej Dystryktu Kolumbii, w 2021 roku zakończył aktywną służbę i 3 lata później opuścił rezerwę. W latach 2017–2024 był współprowadzącym Fox & Friends Weekend.
W listopadzie 2024 roku prezydent elekt Donald Trump ogłosił nominację Hegsetha na stanowisko sekretarza obrony Stanów Zjednoczonych w swoim drugim gabinecie. 24 stycznia 2025 roku został zatwierdzony przez Senat Stanów Zjednoczonych na to stanowisko po decydującym głosie wiceprezydenta USA J.D. Vance’a; przed jego oddaniem stosunek głosów wynosił 50–50, a wśród głosujących przeciwko Hegsethowi było też troje republikanów: Susan Collins, Lisa Murkowski i Mitch McConnell. Dzień później odbyło się jego zaprzysiężenie na przedmiotowy urząd.

## Życie prywatne
W latach 2004–2009 był żonaty z Meredith Schwarz. Następnie, od 2010 roku, pozostawał w związku małżeńskim ze swoją drugą żoną, Samanthą; mają trzech wspólnych synów. W 2017 roku Jennifer Rauchet, podobnie jak Hegseth pracująca w Fox News, urodziła jego córkę; wtedy też rozpoczęła się sprawa rozwodowa Pete’a i Samanthy. Pete Hegseth i Jennifer Rauchet wzięli ślub w 2019 roku. Pasierbami Hegsetha jest trójka dzieci Rauchert z pierwszego małżeństwa.

## Odznaczenia
- Brązowa Gwiazda (dwukrotnie)[20]
- Medal Pochwalny Połączonych Rodzajów Sił Zbrojnych[20]
- Medal Pochwalny Sił Lądowych (dwukrotnie)[20]
- Medal Służby Obrony Narodowej[21]
- Combat Infantryman Badge[20]
- Expert Infantry Badge[20]